# Stocznia w Ustce

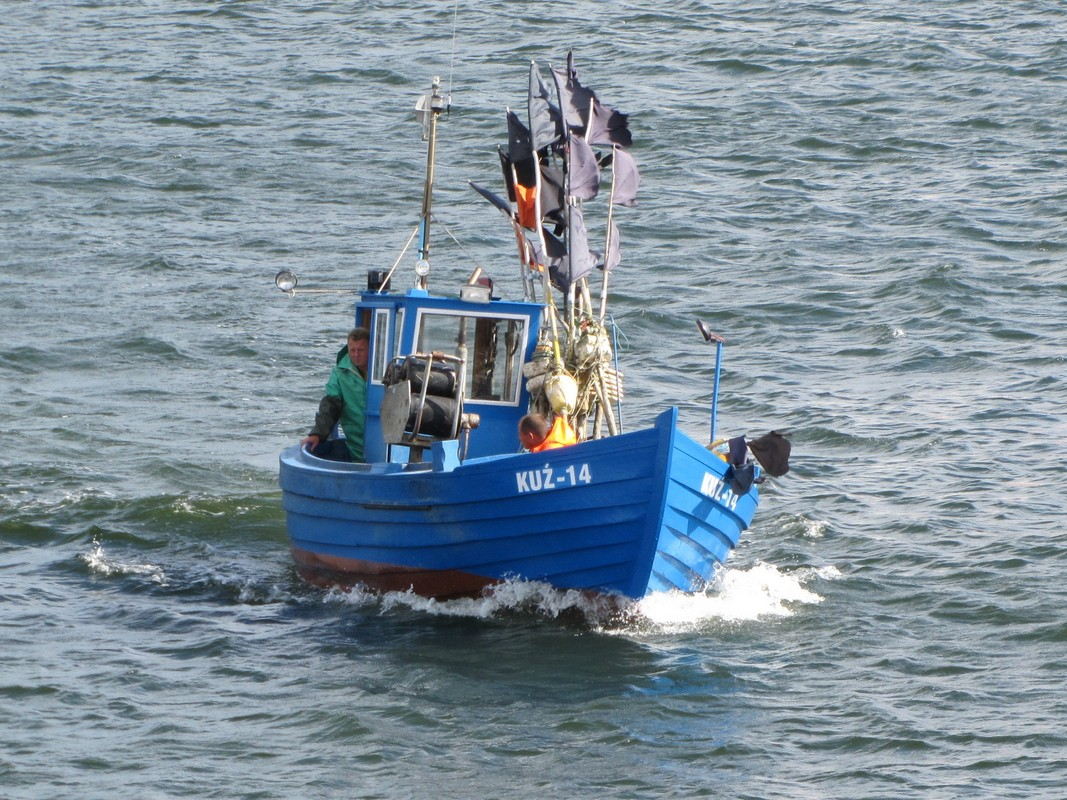
Drewniany kuter rybacki ze stoczni w Ustce.

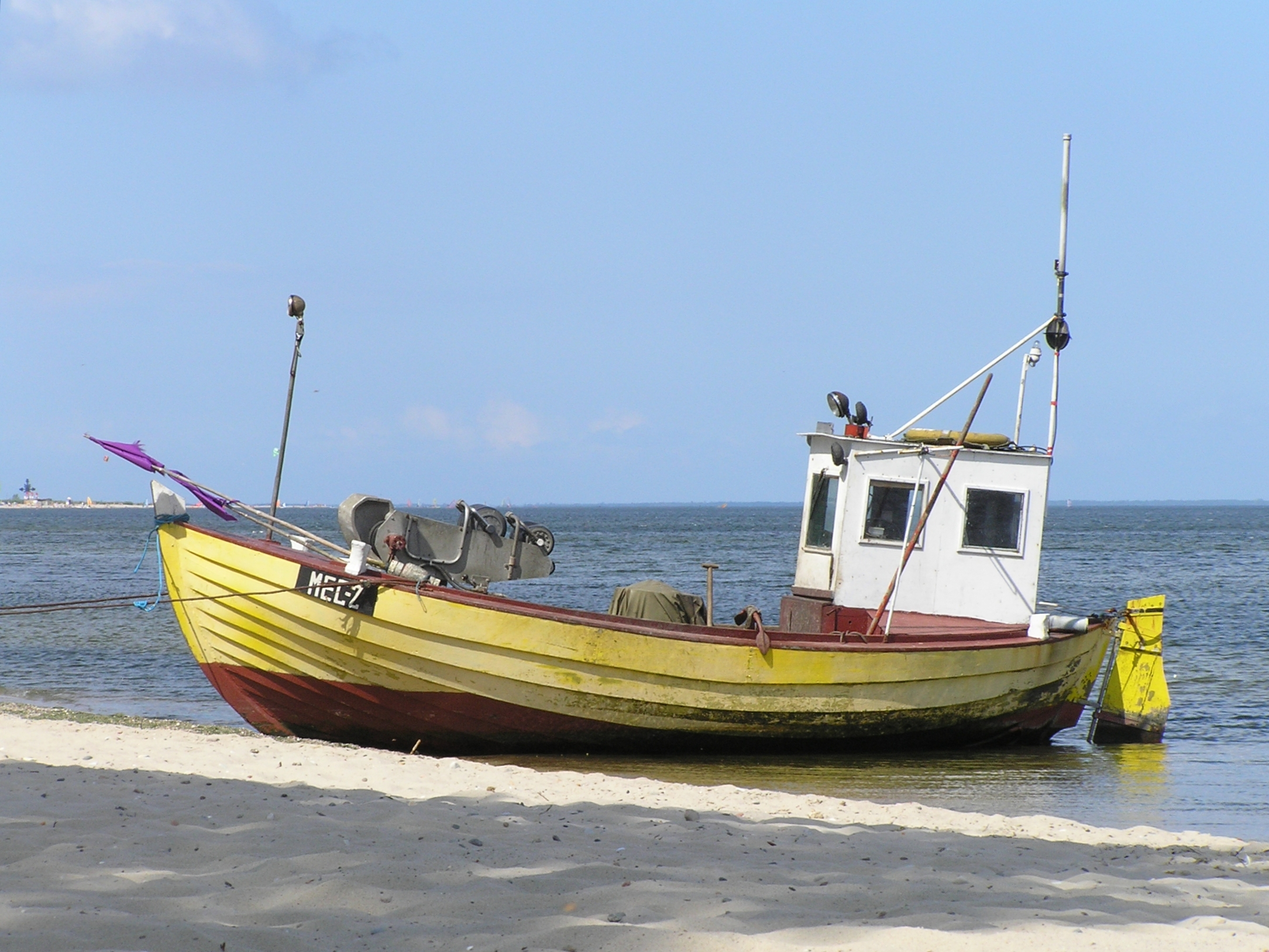
Motorowa drewniana łódź rybacka.

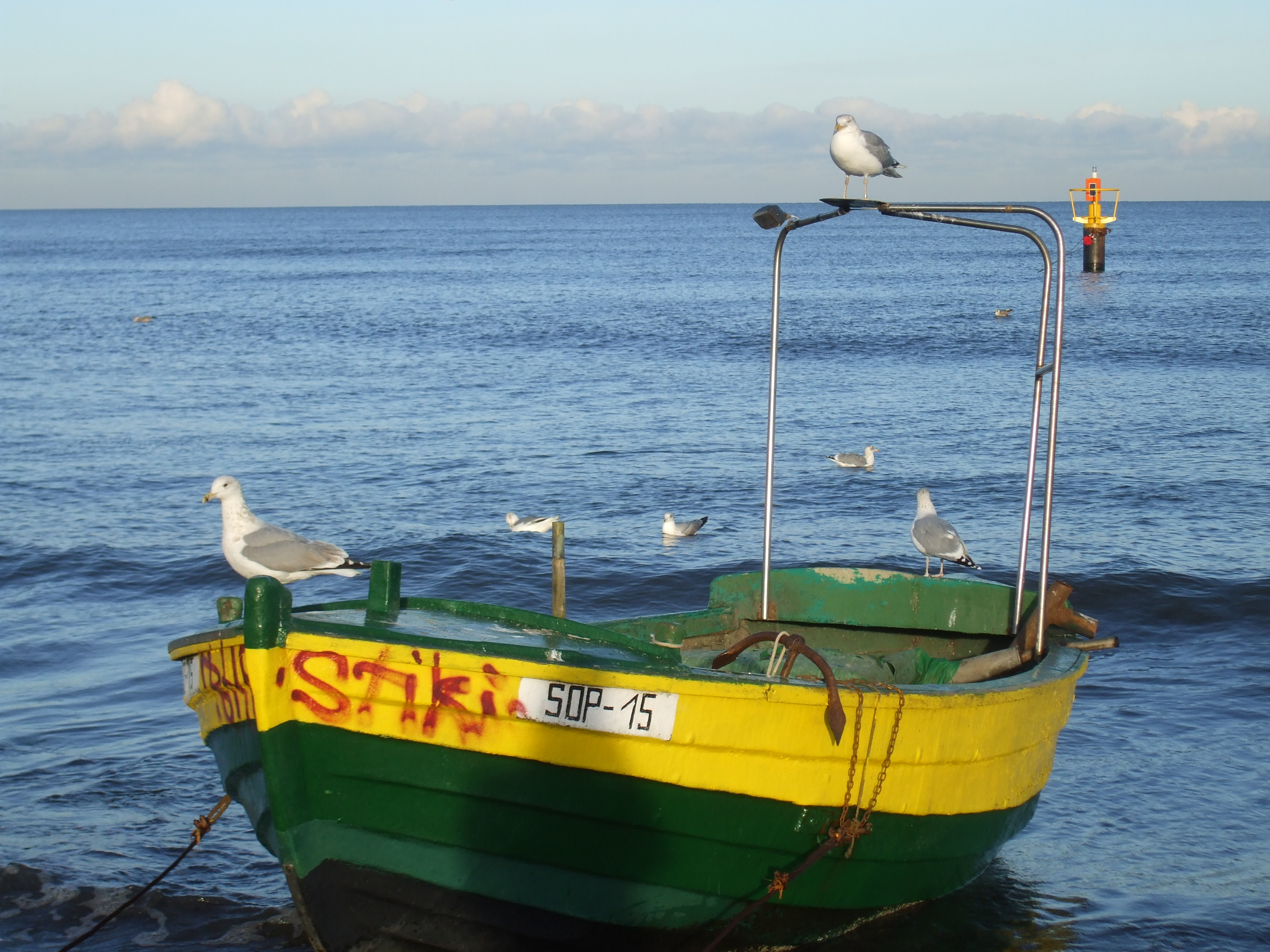
Mała łódź rybacka.

Stocznia Rybacka Ustka SA im. Eugeniusza Kwiatkowskiego – stocznia w Polsce zlokalizowana w mieście Ustka, powstała w 1945.

## Historia
Wyspecjalizowana w budowie kutrów rybackich i łodzi ratunkowych. Za oficjalne zapoczątkowanie działalności przemysłu okrętowego w Polsce po II wojnie światowej, a tym samym i stoczni rybackiej w Ustce, należy uznać dzień 1 lutego 1945 r., kiedy ówczesny minister przemysłu powołał Departament Morski. Pierwszym dokumentem wydanym przez ten urząd był memoriał z 5 marca 1945 r. zawierający propozycję utworzenia Zjednoczenia Stoczni Polskich (ZSP). Głównym zadaniem tej instytucji miała być rozbudowa stoczni oraz koordynacja budowy statków morskich. Stocznia w Ustce działa do 2002, gdy ogłosiła upadłość, w czerwcu 2006 Stocznię Ustka SA sprzedano prywatnemu inwestorowi.
Historia powstania stoczni w Ustce (niem. Stolpmünde) sięga XIV wieku. Powstał wówczas zakład szkutniczy produkujący łodzie. Materiały historyczne m.in. umowa słupskich radnych ze Święcami z 2 lutego 1337, z której pochodzi informacja o istnieniu warowni w miejscu ujścia Słupi, to miejsce w umowie określone jako „quondam castrum”, zawiera treść z określeniem; cyt.  ...nec non totum et integrum portum Stolpesmunde dictum, penes aquam stolpensem tam ab una quam alia parte situm,...  ..(pol. jak również cały i niepodzielny port Ustka, położony po obu stronach rzeki Słupi.). Można to rozumieć obecnie nie tylko jako port, w dzisiejszym tego słowa znaczeniu lecz też jako konstrukcje inżynierskie (czyt. manufakturę szkutniczą) która leży po obu stronach rzeki Słupi. Przez następne lata rozwijała się produkcja łodzi i małych drewnianych kutrów rybackich. Duże zmiany w rozbudowie i organizacji zakładu szkutniczego w Ustce zaszły w pierwszej połowie XV w. z powodu rozbudowy ówczesnego portu. Stocznia powoli, ale systematycznie była rozbudowywana przez Niemców.
W Ustce ostatni drewniany szkuner żaglowy spłynął na wodę w 1866 r. W roku następnym dwa szkunery, 38- i 39-łasztowy wzmocnione po raz pierwszy płytami galwanizowanymi oraz stalowymi.
W 1903 i 1904 zbudowano po jednym małym parowcu o pojemnościach odpowiednio 157 i 299 BRT. Po I wojnie światowej i w latach kryzysu powojennego działała w Ustce stocznia, Józefa Bartscha który w swojej produkcji oferował łodzie wiosłowe, motorowe, jachty oraz drewniane i stalowe kutry rybackie.
Decydujący jednak wpływ na powstanie i rozwój stoczni rybackiej w Ustce miały dwie instytucje w 1945: Morski Instytut Rybacki, zarządzający  Stocznią Rybacką w Gdyni, a później wszystkimi stoczniami rybackimi na terenach przejętych od Niemców, oraz powołany na mocy uchwały Rady Ministrów z 12 września 1945, urząd Delegata Rządu dla spraw Wybrzeża, z inż. Eugeniuszem Kwiatkowskim na czele. Od tego czasu nastąpił zdecydowany rozwój stoczni pod kierownictwem Bernarda Henzela, kierownika stoczni od 1 października 1945  do 30 lipca 1948. W tym okresie zorganizował zalążek przyszłej stoczni rybackiej. Stocznia powstała w Ustce z poniemieckiego zakładu budowy torped i warsztatów portowych (drewnianych szop, zdewastowanego wyciągu łodziowego i warsztatu ślusarskiego). Przedsiębiorstwo otrzymało  wówczas nazwę, „Stocznia Ustka”.
W latach 1947–52 zbudowano pierwszą halę, gdzie uruchomiono produkcję drewnianych kutrów rybackich, łodzi motorowych i łodzi ratunkowych dla potrzeb przemysłu okrętowego. W latach 1945–1957 wybudowano w stoczni 202 łodzie i 124 kutry rybackie. Powstały tu  drewniane jednostki typu  KU-128, KU-915, KU-160 i 160Ł (kutry łososiowe), KU-134, 134A, 134B i KU-135.W dniu 1 stycznia 1946 Morski Instytut Rybacki formalnie przejął byłą Stocznię Rybacką Sp. z o.o. w Gdyni, oznaczało to wejście w struktury organizacyjne stoczni rybackiej w Gdyni, stoczni rybackiej w Ustce. W 1946  uruchomiono budowę nowego kutra, według własnej konstrukcji. Była to jednostka typu „Pomorze” o symbolu KU-128, długości 13 m. W następnych latach rozwijano produkcję nowych modeli łodzi i kutrów, oraz rozbudowę stoczni. W latach 1958 -1962 stocznia była jedynym na rynku polskim producentem łodzi ratunkowych. Na początku lat 60 XX w., uruchomiono produkcję łodzi ratunkowych z aluminium, które wyparło zbyt drogie drewno, stocznia stała się wówczas też głównym dostawcą wyposażenia okrętowego ze stopów aluminium. Wycofywano stopniowo budowę drewnianych łodzi ratunkowych. Pod koniec lat 60 XX w. wprowadzono nowe technologie, rozpoczynając produkcję nowoczesnych łodzi ratunkowych z laminatu poliestrowo-szklanego (LPS). Łodzie te stały się hitem eksportowym stoczni Ustka.
W roku 1971 rozpoczęto budowę stalowych kutrów rybackich. Pierwszy z nich, typu B -25sa, trafił do usteckiego „Koraba”.
W latach 1971-1972 stocznia zbudowała serię 3 motorówek roboczych projektu Delfin, dla Marynarki Wojennej. Nazwano je: M-25, M-26 i M-13. Tą ostatnią wycofano ze służby w 1989 roku. Dwie pierwsze dalej służa w MW.
Wyprodukowano też dla ZSRR serię, dwunastu 6-metrowych „skiffów”, łodzi przeznaczonych do połowu siecią typu okrężnica, 27 kutrów serii B -275, oraz prototyp 16-metrowego „tuńczykowca” z laminatów.
Po statkach B-25sa (62 jednostki) produkowano następne nowe modele. Pierwsze „rufowce” bałtyckie serii B-410, budowano od 1974 do 1983, (66 kutrów dla rybaków krajowych, jeden dla Francji, 7 dla Rumunii, oraz na bazie kutra rybackiego B-410, dwa kutry trałowe dla Marynarki Wojennej). Eksportową wersję tego kutra, oznaczoną B-403, zaprojektowano na zamówienie byłego NRD, jednak z zamówionych początkowo 27 kutrów, Niemcy odebrali tylko pięć. Pozostałe 22 otrzymali nasi rybacy. Jubileuszowa, setna jednostka, która wyszła z usteckiej stoczni, to właśnie jeden z nich, kuter B-403 z oznakowaniem WŁA-297 (pocięty na złom w 2009 roku).
Ostatnią serią kutrów dla naszych rybaków bałtyckich były bardzo udane jednostki serii B-280. Zbudowano ich 18 w latach 1988-1993.
Stocznia wybudowała całą gamę przeróżnych holowników, jednostek szkolnych i specjalnych zarówno dla Polski, jak i na eksport.

## Proces likwidacji
W 1991 roku rząd postanowił ze Stoczni „Ustka” im. Eugeniusza Kwiatkowskiego utworzyć spółkę skarbu państwa. 16 czerwca 1991 roku Sąd Rejonowy w Słupsku wpisał spółkę do Rejestru Handlowego.
W sierpniu 1992 roku gdy długi stoczni przekroczyły majątek obrotowy, kierownictwo zakładu, aby uchronić go przed upadkiem, postanowiło przeprowadzić postępowanie ugodowe z wierzycielami, głównie ze Stocznią Szczecińską.
We wrześniu 1992 roku Stocznia „Ustka” SA. została zakwalifikowana przez rząd do grupy przedsiębiorstw biorących udział w powszechnej prywatyzacji. W celu uzdrowienia sytuacji gospodarczej Stoczni „Ustka”, podjęto w czerwcu 1993 roku wdrażanie bankowego postępowania ugodowego. Pod koniec 1993 roku ze względu na nieudaną sprzedaż terenu firmie z Francji zarząd stoczni zgłosił wniosek o upadłość do Sądu Rejonowego. 20 grudnia 1993 roku Zarząd postanowił jednak wstrzymać proces upadłościowy. Kierownictwo zakładu w lutym 1994 roku złożyło wniosek do Banku PKO BP w Słupsku o wszczęcie postępowania ugodowego, na które bank wyraził zgodę. Pod koniec 1993 roku udziałowcem stoczni Ustka, została Stocznia Szczecińska posiadając większościowy pakiet akcji.
Od roku 1999 kondycja finansowa zakładu była bardzo zła. Wpływ na to miał zawarty w połowie tego roku kontrakt z Wietnamem, dotyczący sprzedaży 40 łodzi rybackich. Aby go zrealizować, stocznia poczyniła kosztowne przygotowania, jednak zaliczka od kontrahenta nie wpłynęła i sprzedaż łodzi nie doszła do skutku.
W 2000 podpisano kontrakt z niemieckimi armatorami na dwa kutry z laminatów z możliwością zakupu dalszych dziesięciu, jednak kontrakt ten też nie doszedł do skutku z powodu wycofania się armatora niemieckiego, co pogorszyło już i tak złą sytuację materialną.
W październiku 2001 roku do Sądu Gospodarczego w Słupsku trafił wniosek zarządu o upadłość stoczni. 7 listopada Sąd Gospodarczy w Słupsku odrzucił wniosek zarządu stoczni o upadłość. Motywował to tym, że brak jest majątku na postępowanie upadłościowe. W tej sytuacji  do stoczni nie mógł wejść syndyk. Majątek stoczni został w tym czasie zawłaszczony przez kredytodawców. O przyszłości stoczni miała zdecydować Stocznia Szczecińska jako większościowy udziałowiec, i spółka Centromor. Stocznia Szczecińska postanowiła, że nie będzie odwoływać się od wyroku sądu i po uprawomocnieniu się wyroku powołała likwidatora, którego zadaniem miało być zakończenie działalności firmy. Na likwidatora stoczni powołany został Witold Nykiel, jej ostatni prezes. W marcu 2002 roku złożył wniosek do sądu o jej upadłość. Sąd zatwierdził wniosek i 1 maja 2002 roku, po 56 latach działalności Stocznia „Ustka SA” została zlikwidowana.
Obecnie na terenie zlikwidowanej stoczni rybackiej Ustka działają dwie spółki. Założona w czerwcu 2002 roku spółka „Stocznia Ustka”, produkująca łodzie ratunkowe z laminatów, oraz spółka „Kas”, założona w kwietniu 2003 roku, produkująca elementy stalowe dla statków.

## Dyrektorzy stoczni
- Bernard Henzel (1945-1948)[2]
- Eugeniusz Gołębiowski (1949-1951)[1]
- Józef Piasecki (1952-1954)[1]
- Leonard Dawidowski (9.02.1954-1955)[1]
- Edward Tomiakowski (1955-1963)[1]
- Leszek Dulski ( > 1975 > )[1]
- Jacek Graczyk (1986- 1992)[1]
- Wacław Mach (1992 - 01.2000)[1]
- Ryszard Sej (02.2000 - 02. 2001)[1]
- Witold Nykiel (03.2001 - 2002)[1]